# Avalancheur
Avalancheur (auch nach dem Hersteller (Étienne Lacroix Group) kurz: Lacroix oder Avalancheur Lacroix) ist der Produktname für einen an einem Ort dauerhaft eingerichteten Gasdruck-Werfer (pneumatisches Geschütz) zur künstlichen Lawinenauslösung durch Sprengstoff.

## Beschreibung
Ein Avalancheur wird im Tal installiert und bei Bedarf wird mit einem sprengstoffgefüllten Geschoss (Pfeil) die Sprengladung ins Ziel geschossen. Der Avalancheur wird vor der Verwendung eingeschossen und kann aufgrund der vorher definierten Ziele auch ohne Sichtkontakt zum Auslösepunkt und bei schlechter Witterung betrieben werden.

### Abschussvorrichtung
Die Abschussvorrichtung besteht aus einem drehbaren Unterteil und einem Rohr von 4 oder 6 Meter Länge, das zum Abschuss der Avalancheur-Pfeile dient. Der Pfeil wird in das Rohr von hinten geladen und durch flüssigen Stickstoff aus einer mobilen 50-Liter-Gasflasche mit einem Druck von bis zu 30 bar ausgestoßen. Der Avalancheur-Pfeil beschreibt beim Flug einen leichten Bogen. Die Reichweite des Avalancheur variiert je nach Neigung des Rohres und kann lt. Hersteller bis zu zwei Kilometer betragen.

### Avalancheur-Pfeil
Im Avalancheur-Pfeil (franz.: Flèche à neige) mit einer Länge von etwa 1,8 Meter und einem Durchmesser von rund 40 mm befindet sich etwa 2,2 kg Flüssig-Sprengstoff (SECUBEX), der nach längstens 48 Stunden die Sprengkraft verliert (Versager-Problem über längere Zeit nicht vorhanden). Der Sprengstoff ist im ganzen Pfeil verteilt und wird erst unmittelbar vor der Verwendung eines Pfeiles gemischt und dann eingefüllt.
Secubex ist ein Zwei-Komponenten-Sprengstoff. Die zwei Komponenten: Secubex S1 und Secubex S2 sind einzeln nicht explosive Chemikalien, die erst durch die Vermengung zum explosionsfähigen Gemisch (Sprengstoff) werden. Die Chemikalien sind daher einzeln nicht gefährlich in Bezug auf Transport, die Lagerung und die Handhabung. Für den Zünder ist unter Umständen eine besondere Verwahrung, z. B. in einem dafür zugelassenen Sprengstofflager, nach den nationalen Vorschriften erforderlich.
Durch den Avalancheur-Pfeil detoniert die Sprengladung auf oder unter der Schneedecke und wird dadurch der mögliche Detonationsdruck des Sprengstoffs nicht voll ausgeschöpft (ideal wären 0,5 bis 3 Meter über der Schneedecke). Der Aufschlagzünder befindet sich im hinteren Teil des Pfeiles, beim Leitwerk.

### Abmessungen
- Gewicht: 160 kg,
- Abmessungen ohne Rohr: 100 × 80 × 70 cm,
- Abmessungen des Untergestells: 95 × 57 cm,
- Rohrlänge: 4 oder 6 Meter,
- Rohrstärke außen: 83 mm,
- Druck pro Schuss: 5 bis 30 bar,
- Schusswinkel: 45° (20° bis 45° mit Spezialversion).[6]

### Vorteile und Nachteile des Systems

#### Vorteile des Systems
- Es können viele kleine Anrissgebiete bedient und Ziele im Umkreis von bis 2 km fix eingestellt werden zum Blindschuss,
- mittlerer Bauaufwand,
- Wetter- und Zeitunabhängig,
- im Zielbereich (Gefahrenbereich) kein Personal erforderlich,
- es sind nur sehr geringe Eingriff in die Umwelt erforderlich.

#### Nachteile des Systems
- Relativ hohen Kosten für die Anschaffung und je Schuss,
- der sprengstoffbeladene Pfeil beim Avalancheur und auch bei den militärischen Geschützen sind mit einem Aufschlagzünder ausgestattet, wodurch die Explosion in der Regel nicht oberhalb der Schneedecke, sondern darunter erfolgt und dieselben Nachteile hat, wie der Beschuss mit militärischen Waffen,
- der Schussbereich muss frei von Personen und Gebäuden sein, da nicht ausgeschlossen werden kann, dass die Schussweite falsch berechnet wurde oder aufgrund anderer Umstände (z. B. Windablenkung) das Projektil nicht zum geplanten Ziel fliegt,
- der Avalancheur-Pfeil  kann bei Wind erheblich vom Ziel abgelenkt werden,
- nach der Detonation verbleiben vom Pfeil unter Umständen im Gelände scharfkantige Teile liegen und müssen unter Umständen im Frühjahr eingesammelt werden,
- es besteht eine erhöhte Wahrscheinlichkeit für Versager bei flachem Auftreffwinkel auf die Schneedecke,
- bei einem Versager wird Sprengstoff nach 48 Stunden inaktiv, jedoch ist der Zünder weiterhin scharf.[2]

### Bedienung des Gerätes
Der Avalancheur wird direkt von einer Person vor Ort bedient. Der Zugang zum Abschussort muss lawinensicher sein und einen Fluchtweg gewährleisten. Die Bedienung der fest installierten Anlage erfordert in Österreich einen Sprengberechtigten mit Zusatzausbildung zum Lawinensprengen. Nur eine Einschulung am Gerät ist unzureichend.

### Detektion
Ob die Detonation und der Sprengerfolg eingetreten ist, wird mit einer Sichtkontrolle und vorab händische Dokumentation, aufgezeichnet.

### Kosten
Die Kosten für einen Avalancheur belaufen sich auf etwa 70.000 Euro, jeder Schuss selbst kostet (ohne Aufwendungen für Bedienmannschaft, Absperrposten etc.) ca. 350 Euro. Hinzu kommen die Wartungskosten.
Von 1982 bis 2013 wurden 135 Avalancheur verkauft (rund 4 Geräte / Jahr).